# نمر الخليج
نمر الخليج أو نمر الخليج العربي هو اسم مستعار يستخدم لوصف فترة النمو الاقتصادي الضخم في مدينة دبي. الانطلاقة التي عايشتها دبي منذ التسعينات الميلادية ما زالت جارية، تحولت خلالها المدينة من قرية صحراوية إلى مركز تجارة عالمي.

## الخصائص
مدينة دبي هي ثاني أكثر إمارة ثراءً ضمن الإمارات العربية المتحدة، بعد أبوظبي، ومع عدد سكان متعدد الجنسيات يصل إلى 1.6 مليون نسمة، وهو ما يدعم دورها الرائد كمحور إقليمي وفي نفس الوقت طموحها كمدينة عالمية.
تشترك دبي في عدد من الخصائص المميزة لاقتصاديات النمور، بما في ذلك معدل نمو مستمر للناتج المحلي يتجاوز العشرة بالمئة منذ 1994. في 2004 نما ناتج دبي المحلي بنسبة 17%، أغلبها في القطاعات غير النفطية.

## توظيف الأموال
بدأت أهمية النفط في الانخفاض بشكل متواصل، حيث انخفض إنتاج دبي من النفط من أعلى رقم مسجل له وهو 450,000 برميل في 1995 إلى أقل من 100,000 برميل في 2005. تزامن انخفاض حصة النفط من الناتج القومي مع توسع كبير في الاقتصاد. حيث أنه تضاعف تقريبا في الحجم في الفترة 1991-2000. حيث أصبح اقتصاد دبي الآن متنوع بشكل متكامل.

## التنمية الاقتصادية
لكن هذه القراءة المتحفظة لا تعكس بشكل حقيقي النشاط الداخلي للمدينة، ولا حقيقة أن دبي أصبحت مدينة مغرية. هذه الصورة من المتاجرة والامكانيات القوية جذبت الكثير من الاستثمارات الأجنبية المباشرة. الاستثمارات الأجنبية المباشرة نمت بمعدل سنوي بلغ 11% خلال السنين الماضية. 90 شركة من قائمة أكبر 100 شركة أمريكية لديها بالفعل مكاتب اقليمية في المدينة.
السؤال الآن، كيف، وإلى متى ستستمر هذه الانطلاقة الاقتصادية. المتشائمون ما زالوا يعزفون على وتر تضخم دبي الوهمي خلال العقود الماضية، لكن المدينة بإعجاز تحدتهم. وحتى إذا استمرت الانطلاقة فأن السؤال يبقى، «بأي ثمن؟». التركيبة السكانية للمدينة قد تغيرت بشكل ضخم مما جعل الإماراتيين أقلية بنسبة 12% في دبي. والتوقعات تشير أن نسبتهم ستنقص إلى 1% في 2020.